# هویرسن

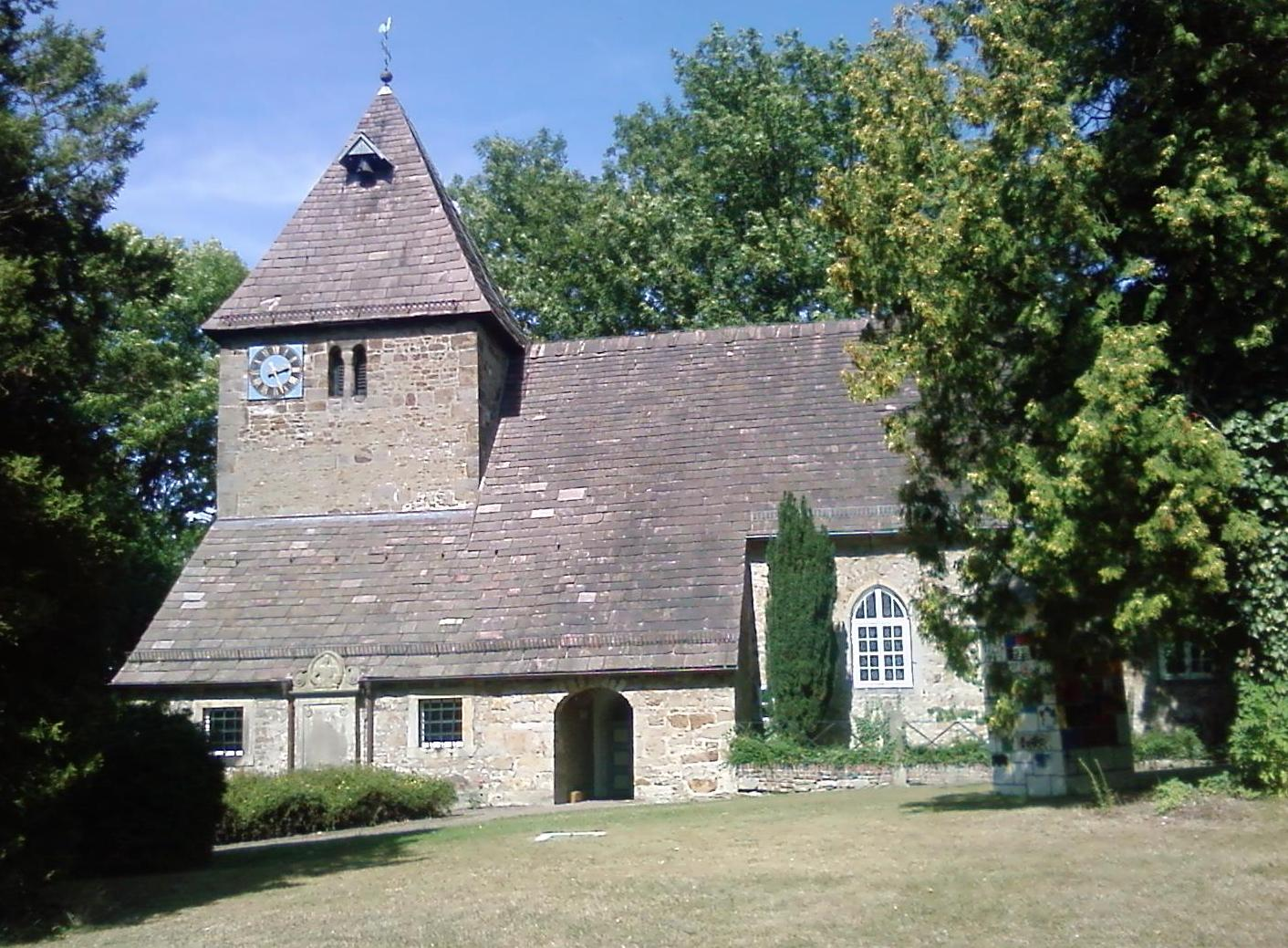
خانه ای در شهر هویرسن

هویرسن (به آلمانی: Heuerßen) یک شهر در آلمان است که در شاومبورگ واقع شده‌است. هویرسن ۱٬۰۱۹ نفر جمعیت دارد.